# Гуардія-Санфрамонді
Гуардія-Санфрамонді, Ґуардія-Санфрамонді (італ. Guardia Sanframondi) — муніципалітет в Італії, у регіоні Кампанія, провінція Беневенто.
Гуардія-Санфрамонді розташована на відстані близько 190 км на схід від Рима, 55 км на північний схід від Неаполя, 21 км на північний захід від Беневенто.
Населення — 5118 осіб (2014).

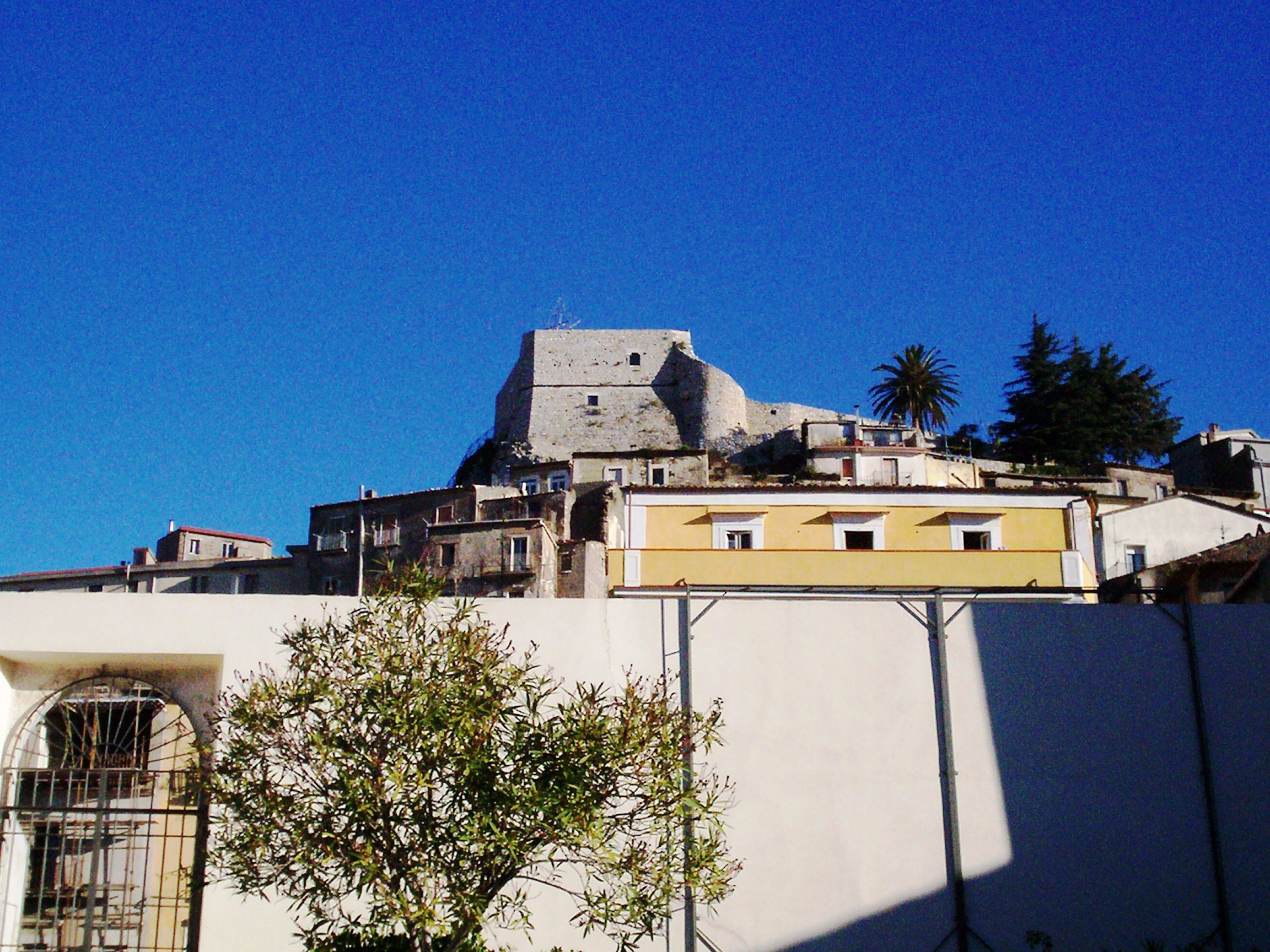

Щорічний фестиваль відбувається 26 травня. Покровитель — San Filippo Neri.

## Демографія
Населення за роками:

Станом на 1 січня 2023 року в муніципалітеті офіційно проживав 141 іноземець з 24 країн, серед них 43 громадяни країн Євросоюзу та 13 громадян України.

## Сусідні муніципалітети
- Кастельвенере
- Черрето-Санніта
- Сан-Лоренцелло
- Сан-Лоренцо-Маджоре
- Сан-Лупо
- Солопака
- Вітулано